# СВ-98
СВ-98 (Индекс ГРАУ — 6В10) — российская магазинная снайперская винтовка, созданная в 1998—2000 г. коллективом конструкторов под руководством Владимира Дмитриевича Стронского и серийно выпускаемая концерном «Калашников».
СВ-98 предназначена для поражения цели на расстоянии до 1000 м.

## Описание
Базой для данной модели послужила советская спортивная винтовка «Рекорд», образца 1972 года в модификации «СИЗМ», созданная после распада СССР для сборной команды ЦСКА, выступавшей по программе Международного стрелкового союза. От «Рекорд-СИЗМ» она отличается наличием отъёмного десятизарядного магазина. Появление многозарядной винтовки с хорошими показателями кучности под стандартный российский патрон 7,62×54 заинтересовало вооружённые силы. Конструкция ударно-спускового механизма позволяет регулировать степень усилия нажатия на спусковой крючок.
Данная винтовка построена по классической для подобного оружия схеме: продольно-скользящий затвор запирается на три боевых упора; после выстрела затвор необходимо открыть вручную для экстракции гильзы и закрыть, дослав следующий патрон. Ручное досылание ликвидирует паразитные колебания ствола, неизбежные при работе газоотводной автоматики, существенно повышая кучность огня. Кованый ствол свободно вывешен и не касается ложи. Это позволяет не смещать точку попадания при различном хвате. Ложа изготовлена из модифицированной древесины, в передней части вырезан паз для складывания двуногой сошки, посредине крепится рукоятка для переноски оружия. Затыльник приклада и упор под щёку регулируются.
Винтовка обладает ударно-спусковым механизмом спортивного типа[что?]. Также она комплектуется телескопическими сошками, противомиражной лентой для ствола, исключающей искажения изображения в прицеле нагретым при стрельбе воздухом, глушителем и панкратическим прицелом 1П69 Гиперон.
Винтовка позволяет вести эффективный огонь на дистанции 700—800 м. В совокупности, технические решения обеспечивают ей кучность порядка 0,5-0,7 угловой минуты на 300 метрах при использовании специальных патронов. Опытный стрелок из винтовки данного типа способен поразить ростовую цель на дистанции 1200 метров. Аналогами винтовки можно назвать американский Remington 700, немецкий Blaser 93 и подобные винтовки.

## Варианты
- в 2000-х годах был создан опытный образец винтовки под патрон .338 Lapua Magnum[6]
- в 2010 году начат малосерийный выпуск гражданской модификации винтовки под наименованием КО-13 «Рекорд» (на стволе отсутствует крепление для глушителя)[источник не указан 18 дней].
- в 2014 году на оружейной выставке Eurosatory-2014 в Париже был представлен демонстрационный образец ещё одного варианта исполнения СВ-98 — с облегчённой ложей скелетного типа, регулируемым прикладом из пластмассы чёрного цвета, складными сошками и оптическим прицелом DH 3-12х50 со съёмной тепловизионной насадкой «Дедал-ТА2»[7]
- В 2016 году началось серийное производство СВ-98 с ложей из алюминиевого сплава, складным регулируемым прикладом и планкой Пикатинни на ствольной коробке для установки оптических и ночных прицелов[8][9]
- В 2024 году концерн «Калашников» представил винтовку СВ-98М с новой ложей из алюминиевого сплава, ДТК, модернизированным предохранителем и использующую магазины, совместимые с СВД[9]

## На вооружении
- Армения: в 2008 году закуплено 52 шт.[10]
- Россия: применяется специальными подразделениями Минобороны, Минюста, МВД[11], ФСО, ФСБ[12]. В декабре 2012 года был размещён заказ на поставку 49 шт. для спецназа МВД (Управление по контролю за оборотом наркотиков — УКОН)[13][14]. К началу августа 2015 года СВ-98 стала основным типом снайперской винтовки в воздушно-десантных войсках[15].

## Фотографии
СВ-98 со старым ложем на соревнованиях по снайпингу, посвященных празднованию Дня оружейника:

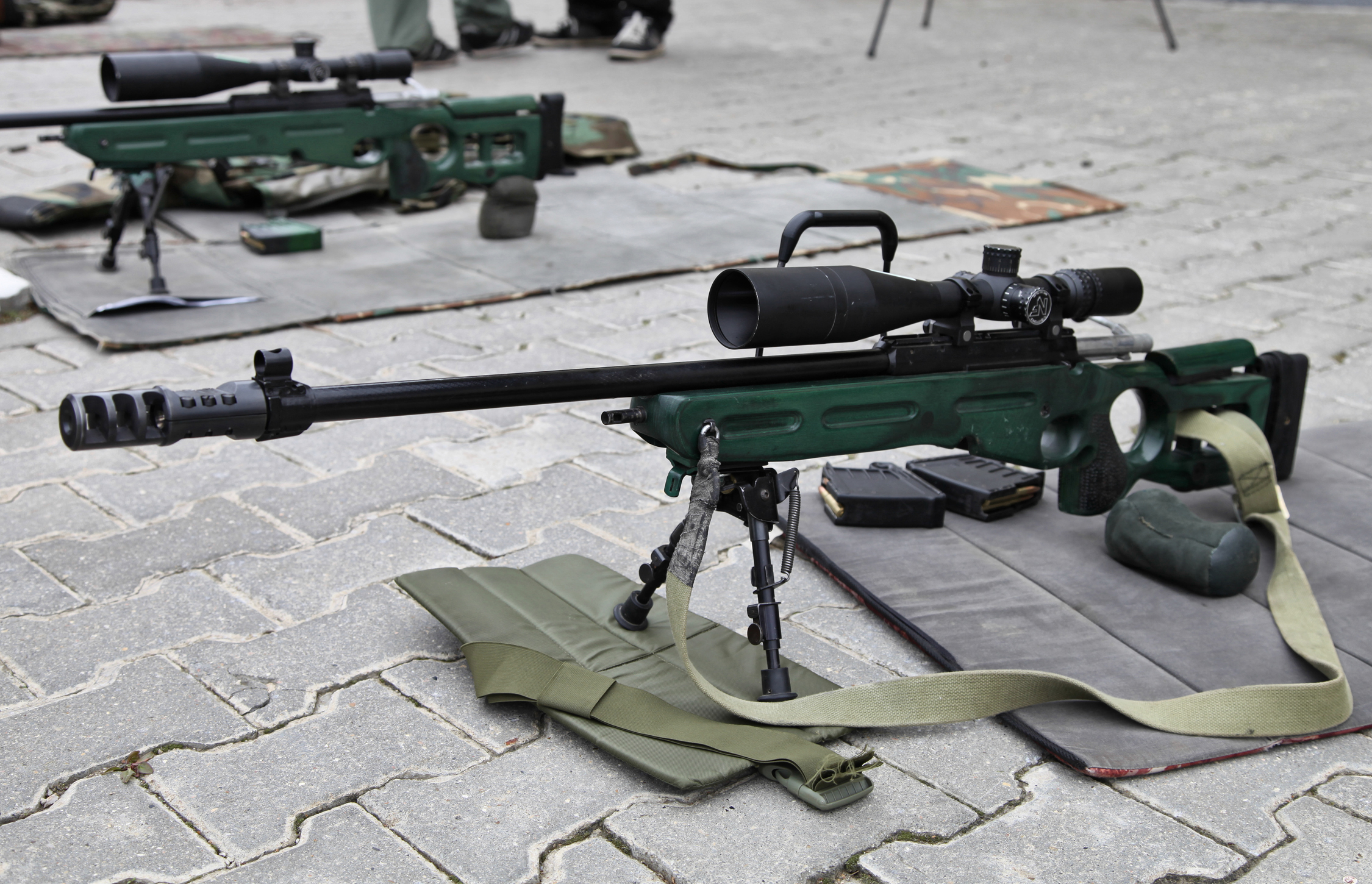
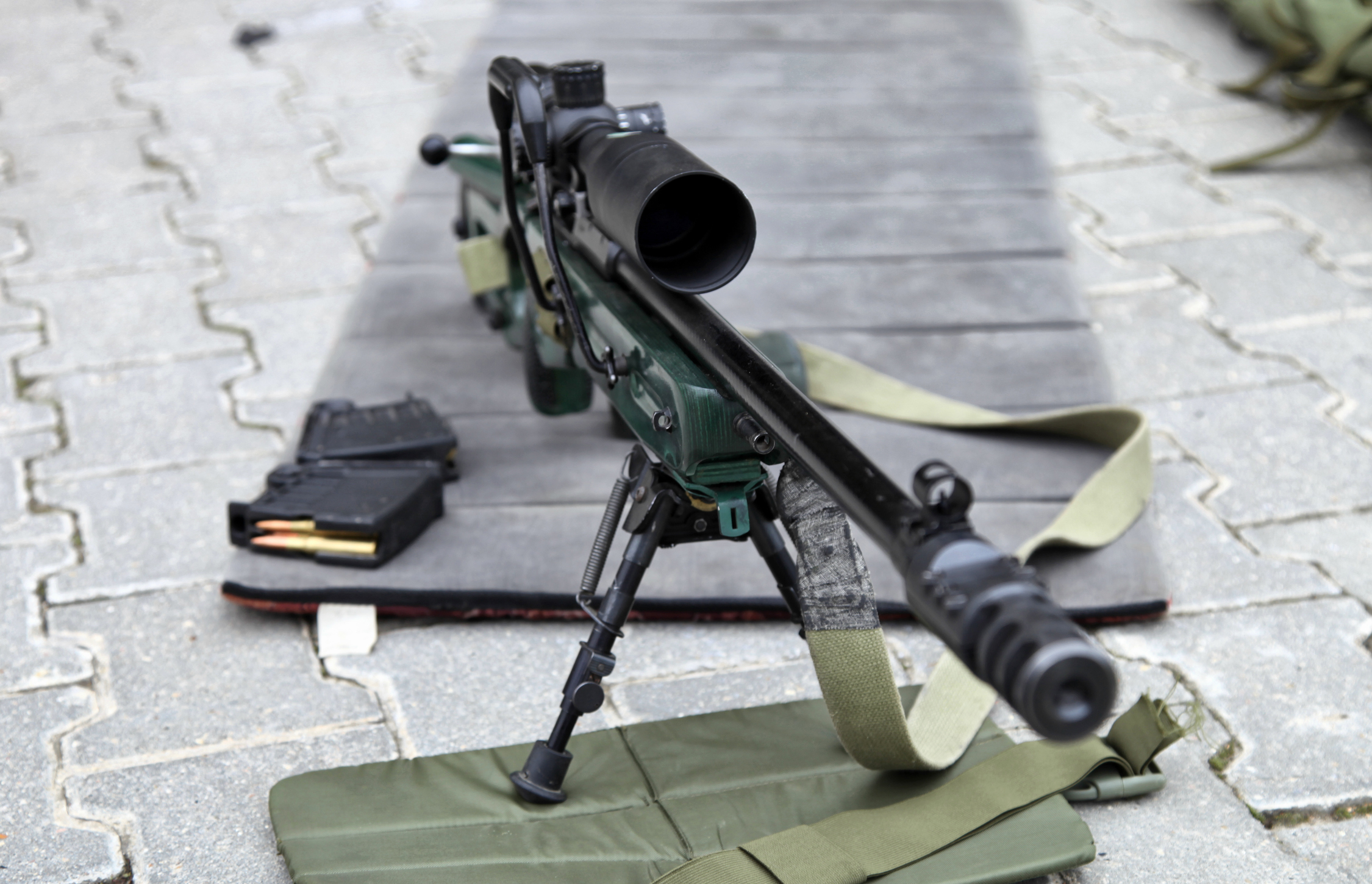
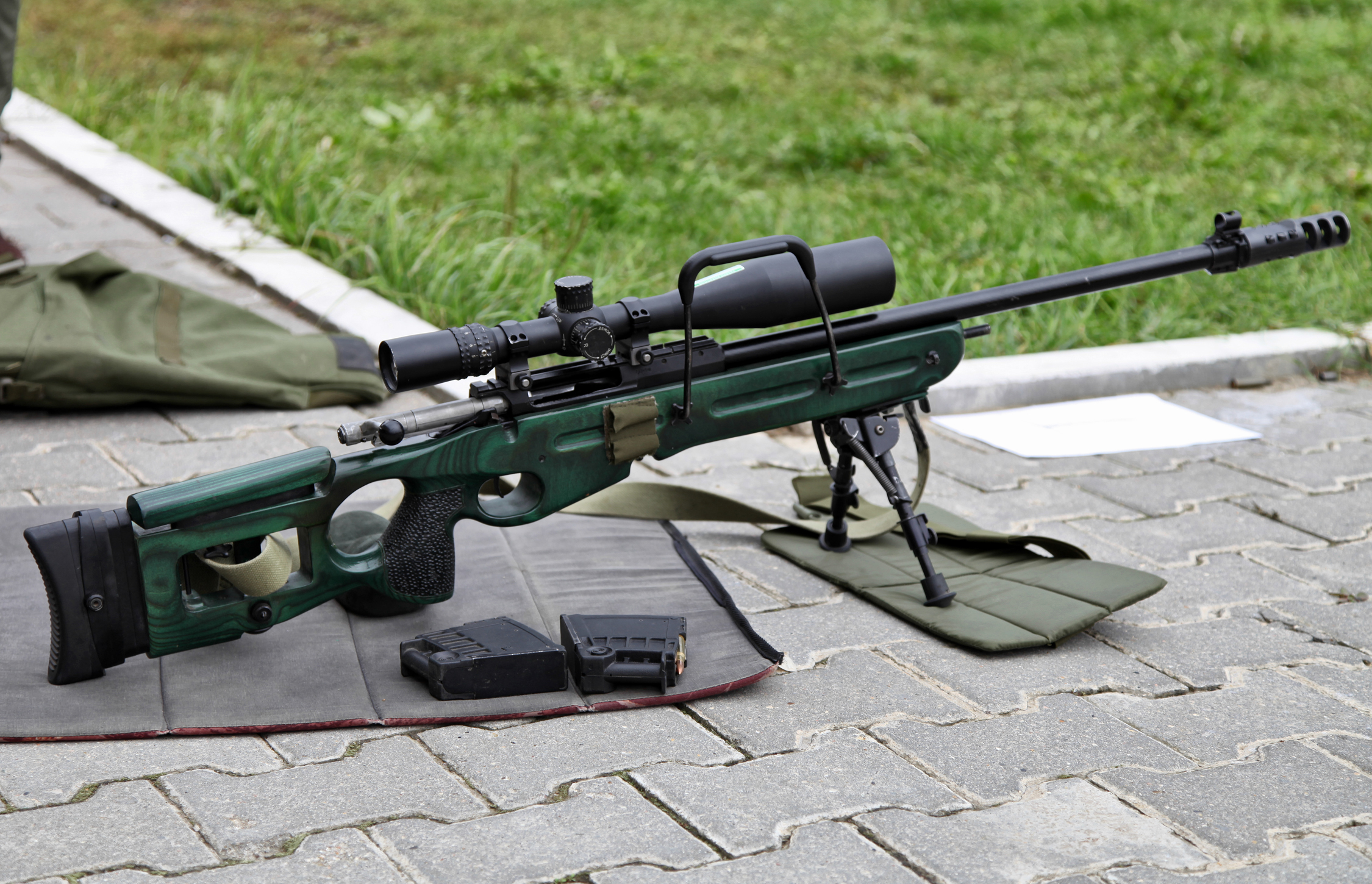
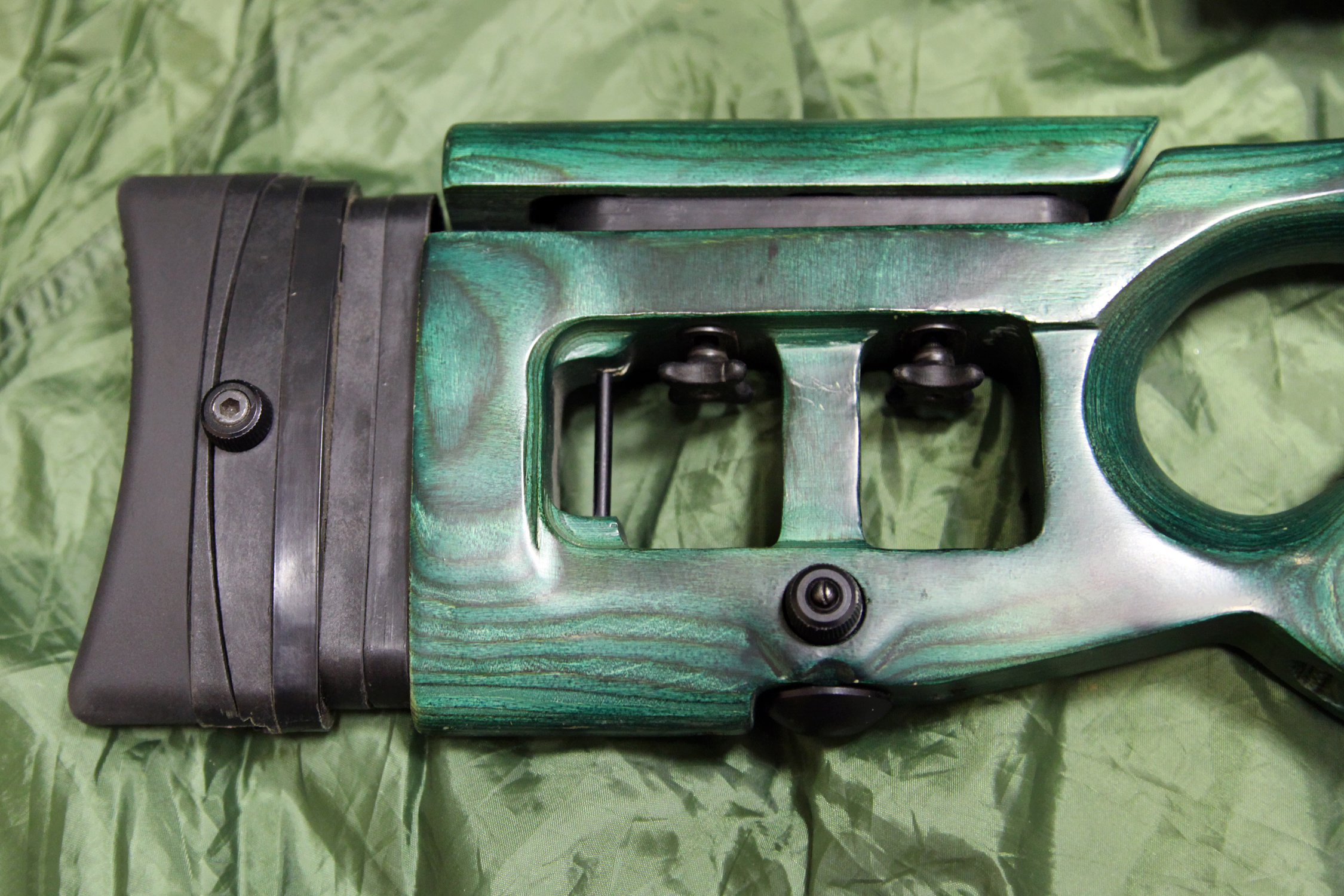
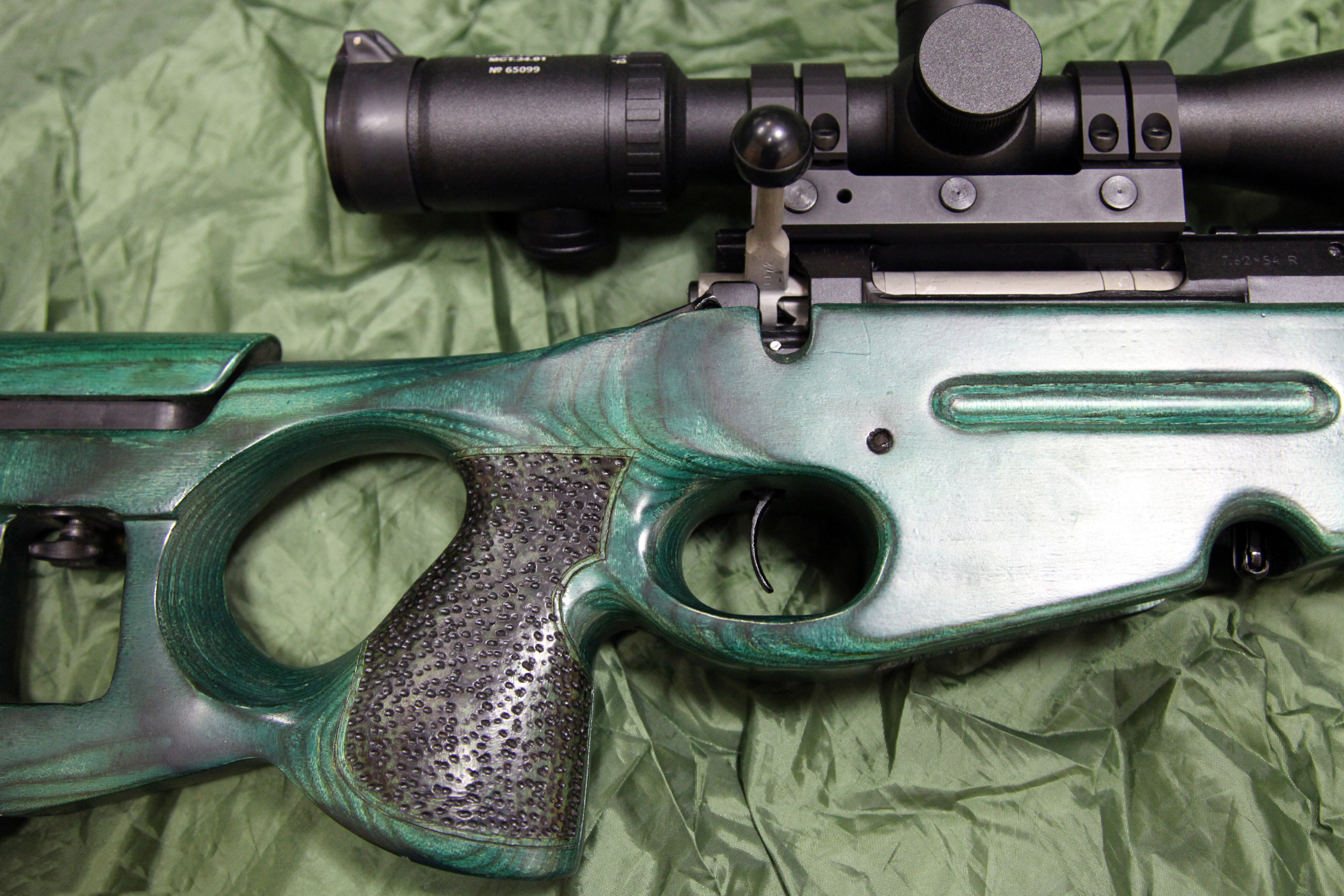
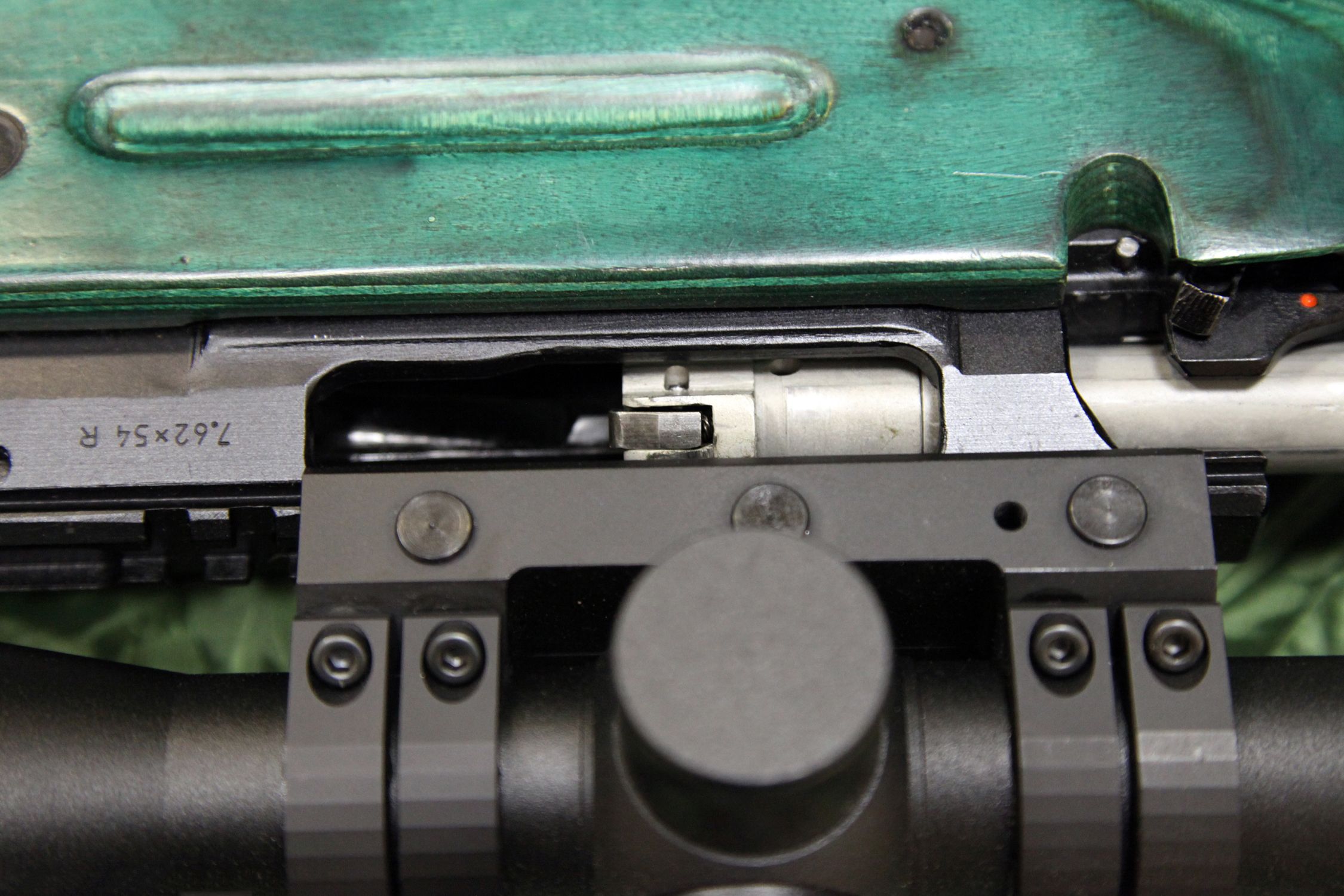
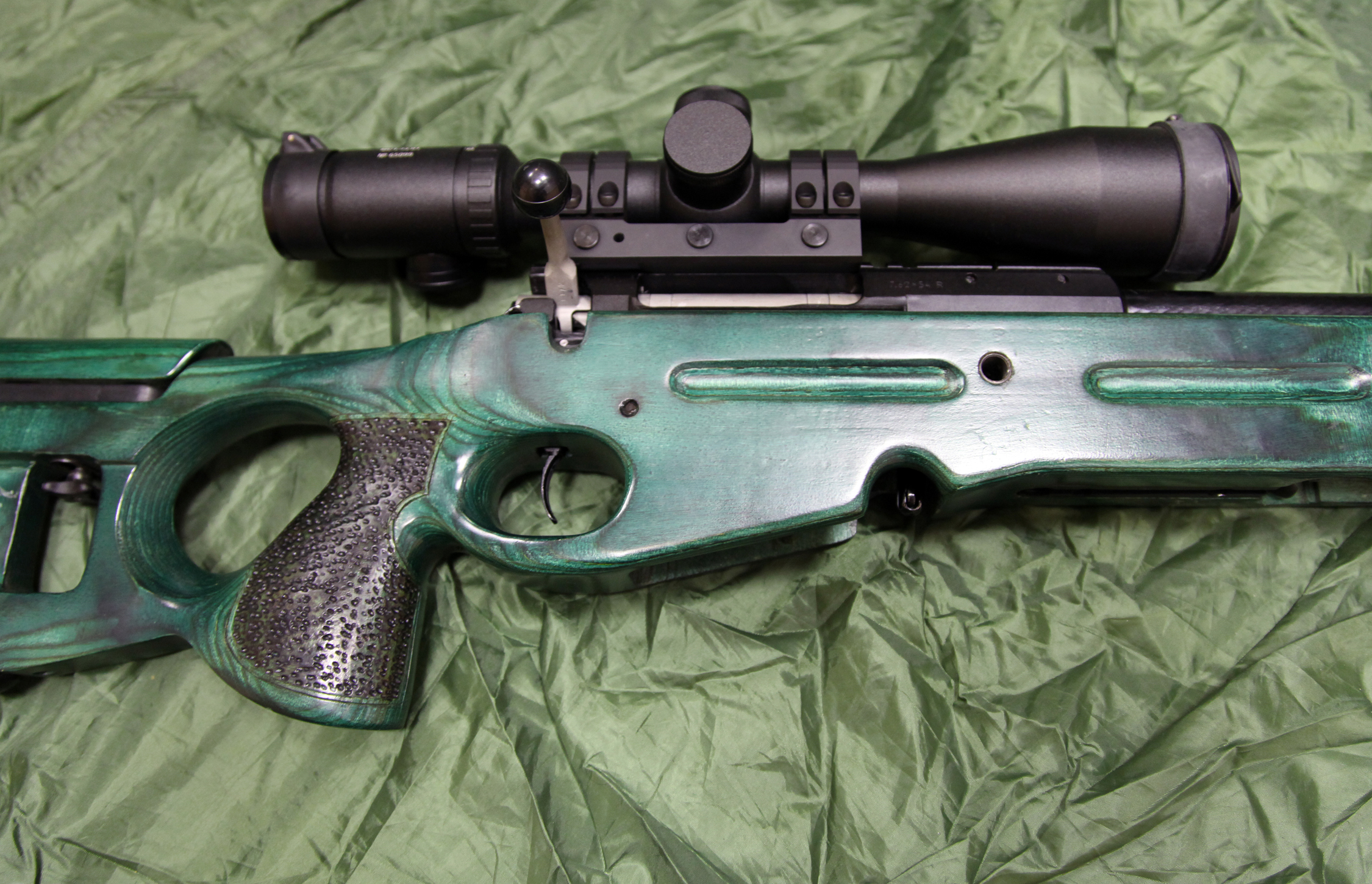
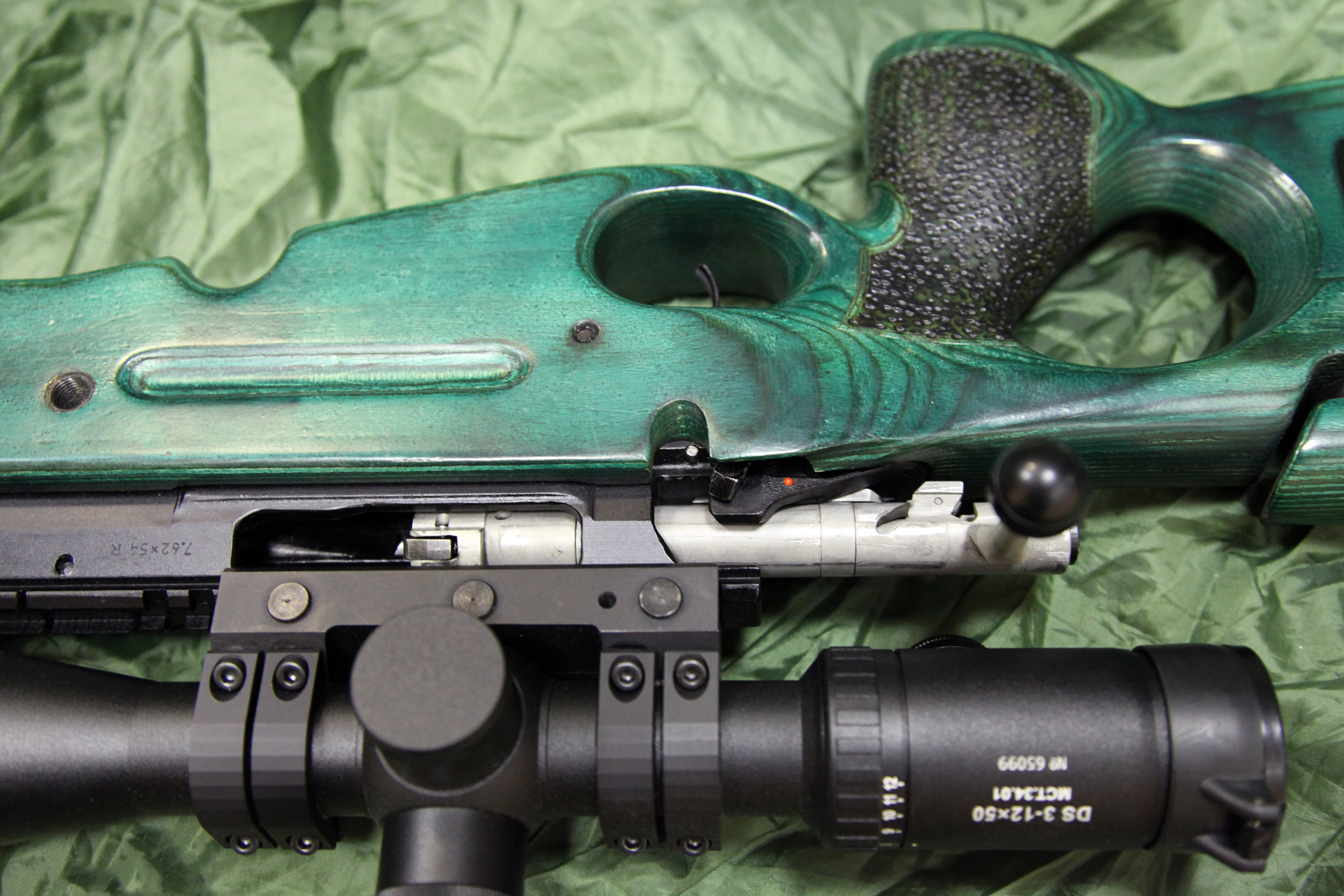
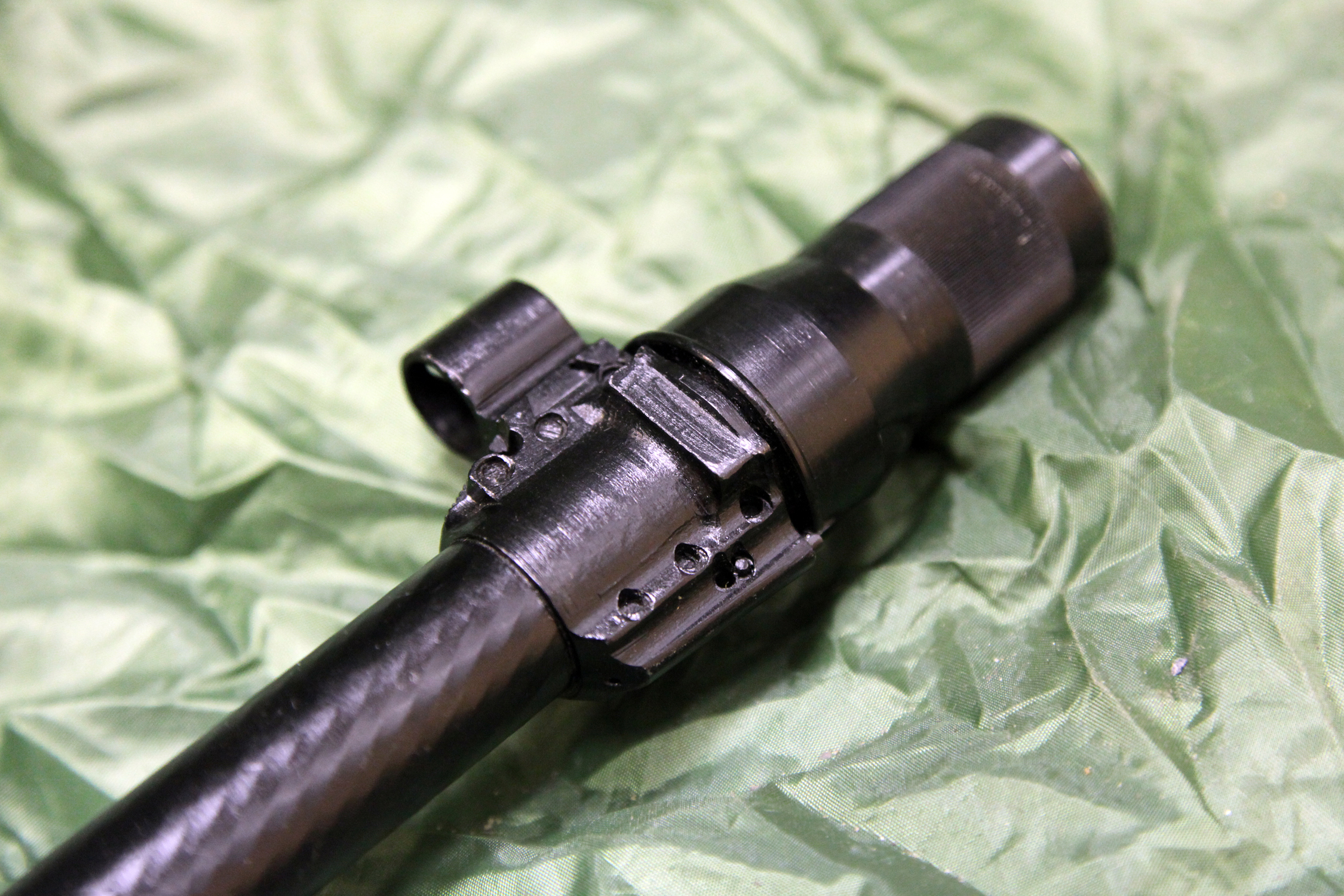
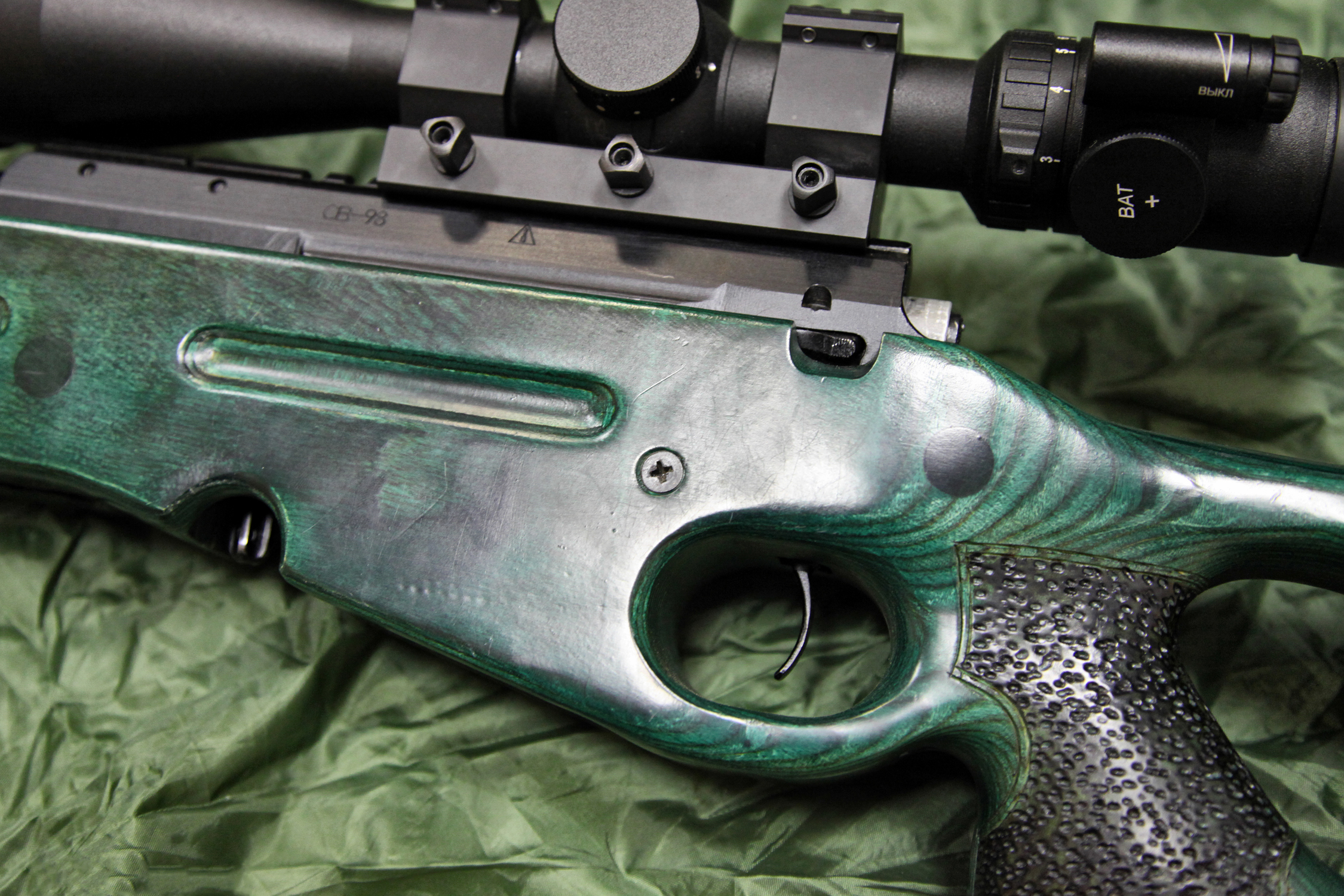
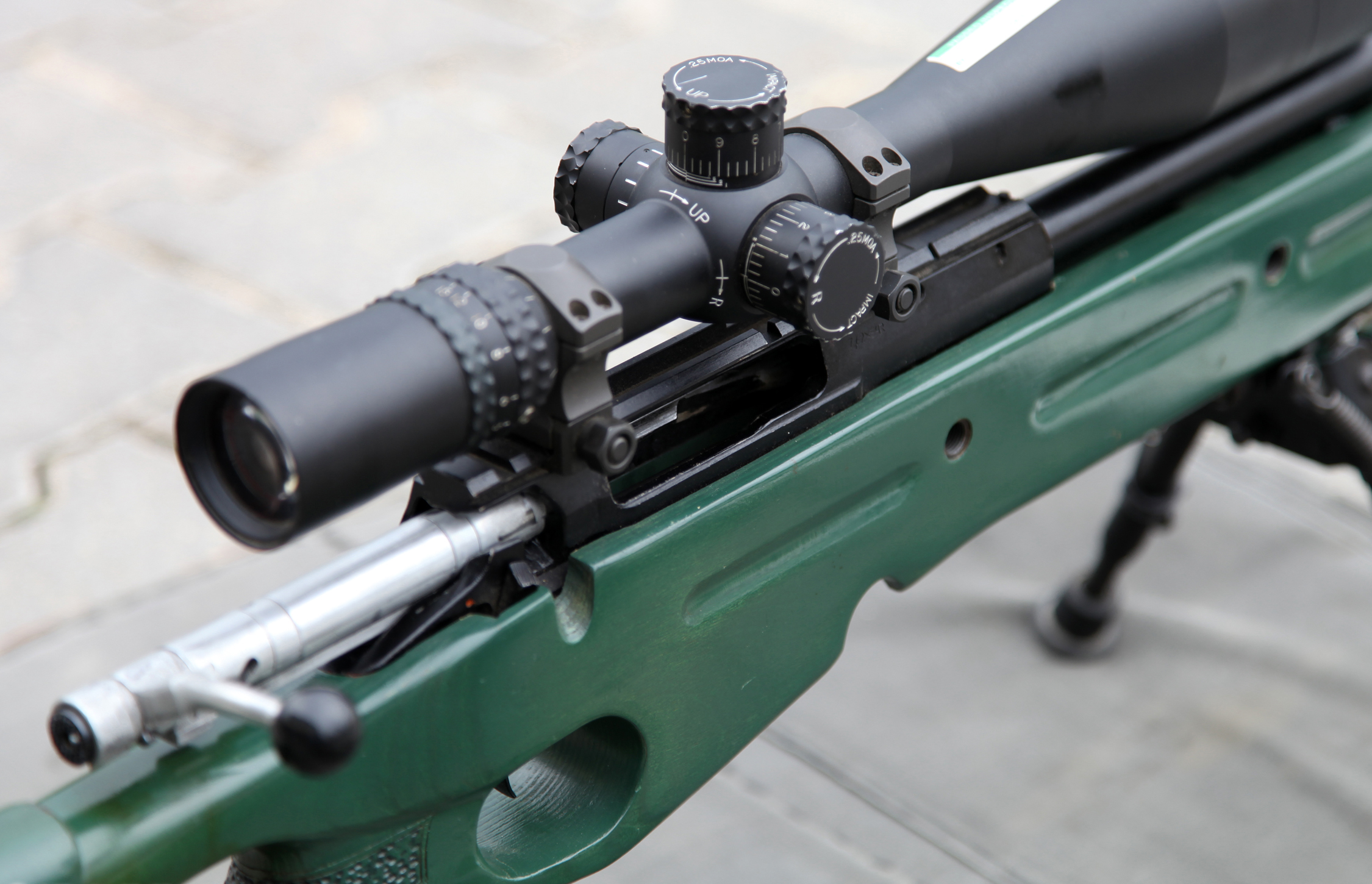
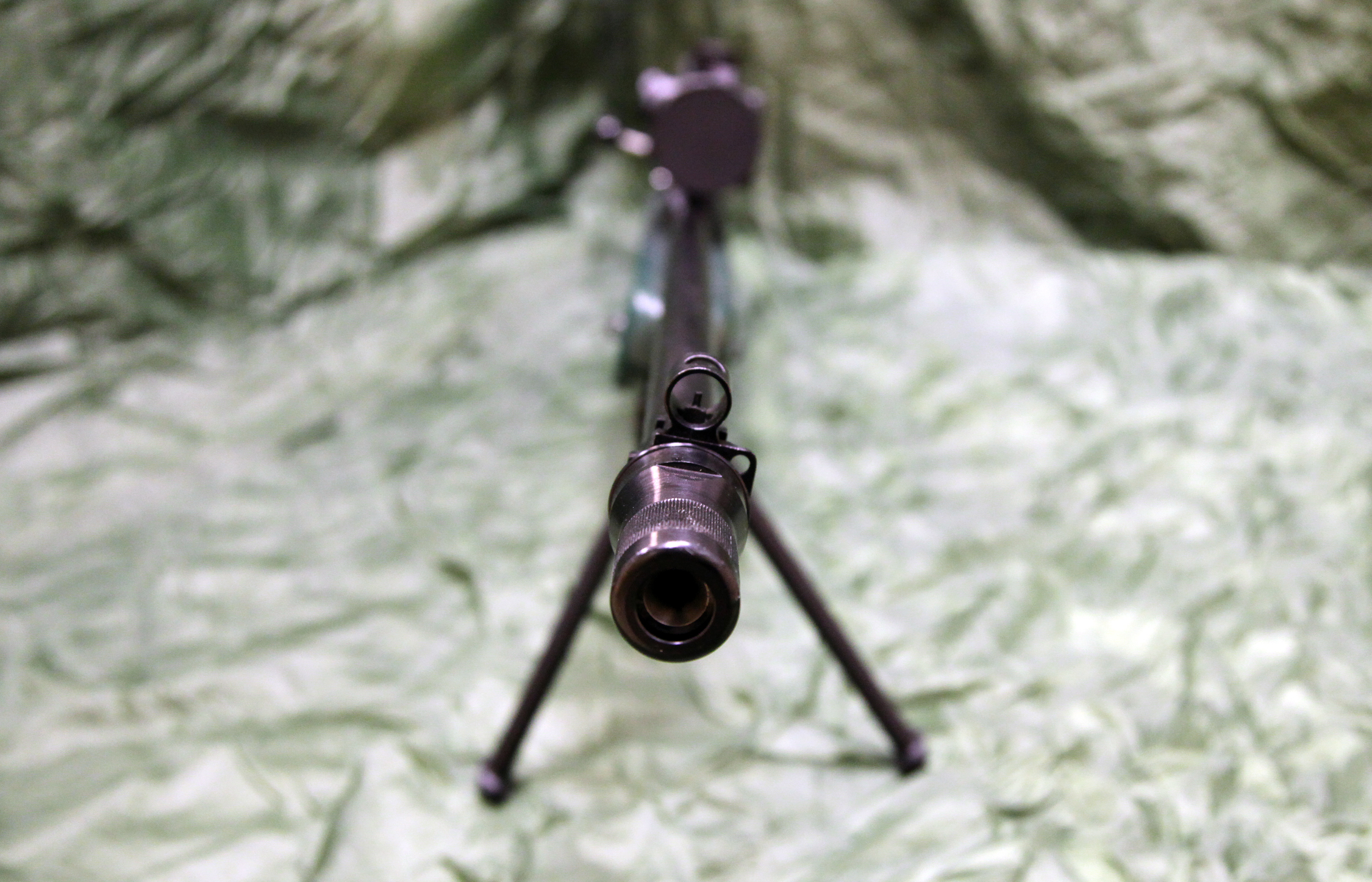